# سان ماتيو دي باجيس
بلدية سان ماتيوْ دي باجيس (بالكاتالانية: Sant Mateu de Bages) هي إحدى بلديات مقاطعة برشلونة، والتي تقع في منطقة كاتالونيا، شرق إسبانيا.
يبلغ عدد سكانها 669 نسمة وفقاً لإحصائية سنة (2007).